# Gloria Coleman
Gloria Coleman (* 1931 in New York City; † 18. Februar 2010) war eine US-amerikanische Soul Jazz-Organistin, Pianistin und Komponistin sowie Bassistin und Sängerin. Sie war mit dem Saxophonisten George Coleman verheiratet; ihr gemeinsamer Sohn ist der Schlagzeuger George Coleman Jr.

## Biographie
Gloria Coleman studierte zunächst Violine, Piano und Bass; ihre Karriere als Musikerin begann sie 1952 als Bassistin in Philadelphia bei Pianisten wie Sarah McLawler und Myrtle Young, sowie bei Sony Thompson in Chicago. In den folgenden Jahren arbeitete sie u. a bei Lou Donaldson, Willis Jackson, Etta Jones, Jack McDuff, Jimmy Scott, Sonny Stitt, Matthew Gee und Cecil Payne. Schließlich wurde das Piano und die Hammondorgel zu ihren Hauptinstrumenten, als sie ihren eigenen Stil – unter dem Einfluss von „Wild“ Bill Davis und Jimmy Smith – entwickelte. Sie spielte dann im Harlemer Nachtclub Small’s.
Anfang der 1960er Jahre trat sie eine Weile als Pianistin und Organistin mit Tiny Grimes im Sherry’s Club in Atlantic City auf; sie kehrte dann in Sonny Stitts Band als Organistin zurück, mit dem sie u. a. im New Yorker Village Gate auftrat. Dann spielte sie in einer Orgel-Combo mit Booker Ervin und der Schlagzeugerin Carmen Lacaria. Um ihren Stil weiterzuentwickeln, arbeiteten sie und ihr Mann George Coleman in ihrem Haus mit dem Trompeter Booker Little zusammen. Sie war nun auch als Komponistin und Arrangeurin tätig, schrieb u. a. You Make Me Want to Dance (interpretiert von Joe Lee Wilson und Irene Reid), I Got A Claim on Fame (für Irene Reid) und There’s a Way (für Hank Crawford), außerdem Musik für Bobbi Humphrey und Ernestine Anderson.
Coleman wurde bekannter durch ihr Debüt-Album, das sie im Oktober 1963 für das Label Impulse! aufnahm. Soul Sisters (Impulse A-47) entstand in Quartettbesetzung mit dem Gitarristen Grant Green, dem Altsaxophonisten Leo Wright und der Schlagzeugerin Pola Roberts. Ein zweites Album nahm sie erst 1971 mit Ray Copeland, Dick Griffith, James Anderson, Earl Dunbar und Charlie Davis auf. Coleman arbeitete außerdem weiterhin als Songwriterin. Außerdem wirkte Coleman als Musikerin bzw. Komponistin an Aufnahmen von Leo Wright (Soul Talk), Hank Crawford (Groove Master, 1990), Nat Simpson und Etta Jones mit.
Coleman trat in späteren Jahren auf dem Monterrey Jazz Organ Festival mit einem Tribut an Shirley Scott auf, außerdem auf dem Billie Holiday Jazz Festival in Brooklyn, wo sie mit ihrem Sohn George Coleman Jr. und dessen Quartett spielte. 2008 erschien ihr Album Sweet Missy, auf dem sie mit George Coleman, ihrem Sohn George Jr. und dem Gitarristen Eric Johnson spielte.

## Diskographische Hinweise
- Soul Sisters (Verve, 1963)
- Sings and Swings Organ (1971)
- Sweet Missy (2008)